# Campina Grande do Sul (ort)
Campina Grande do Sul är en ort i Brasilien.   Den ligger i kommunen Campina Grande do Sul och delstaten Paraná, i den södra delen av landet, 1 100 km söder om huvudstaden Brasília. Campina Grande do Sul ligger 885 meter över havet och antalet invånare är 31 112.
Terrängen runt Campina Grande do Sul är huvudsakligen platt, men åt sydost är den kuperad. Runt Campina Grande do Sul är det ganska tätbefolkat, med 86 invånare per kvadratkilometer.. Närmaste större samhälle är Colombo, 17,0 km väster om Campina Grande do Sul.
I omgivningarna runt Campina Grande do Sul växer i huvudsak städsegrön lövskog.